# Olaf Beckmann
Olaf Beckmann (Berlín, 20 de enero de 1984) es un deportista alemán que compitió en remo. Ganó una medalla de plata en el Campeonato Mundial de Remo, en la prueba de ocho con timonel ligero.

## Palmarés internacional
| Campeonato Mundial | Campeonato Mundial   | Campeonato Mundial | Campeonato Mundial      |
| Año                | Lugar                | Medalla            | Prueba                  |
| ------------------ | -------------------- | ------------------ | ----------------------- |
| 2008               | Ottensheim (Austria) | Medalla de plata   | Ocho con timonel ligero |